# ジターバグ (曲)
『ジターバグ』は、ELLEGARDENの3rdシングル。

## 概要
アルバム『BRING YOUR BOARD!!』からのリカットシングル。「アルバムをもっと聴いてほしい」という思いから、このような形でのリリースとなった。また、細美は同作について「ここまでがんばったのは自分の人生初」と述べている。
インディーズで初の1位、総合チャートでは75位を獲得。 
表題曲「ジターバグ」は、細美としては日本語と真剣に向き合った初めての曲であるとしている。

## 収録曲
| 全作詞・作曲: TAKESHI HOSOMI。 |                                                                            |                |                |
| #                              | タイトル                                                                   | 作詞           | 作曲・編曲     |
| 1.                             | 「ジターバグ」                                                             | TAKESHI HOSOMI | TAKESHI HOSOMI |
| 2.                             | 「New Year's Day」                                                         | TAKESHI HOSOMI | TAKESHI HOSOMI |
| 3.                             | 「Cakes And Ale And Everlasting Laugh」                                    | TAKESHI HOSOMI | TAKESHI HOSOMI |
| 4.                             | 「サンタクロース (LIVE@2003.9.20 SHIBUYA CLUB QUATTRO)」(ボーナストラック) | TAKESHI HOSOMI | TAKESHI HOSOMI |

## タイアップ
- TBS系『CDTV』エンディングテーマ (#1)

## 収録アルバム
- ELLEGARDEN BEST 1999-2008 (#1)

## 石田ミホコによるカバー
2009年4月22日、ジェフユナイテッド市原・千葉レディースに所属するサッカー選手であり、歌手でもある石田ミホコによりカバーされた。彼女が試合前のアップ時などに聞いていたお気に入りの曲で本人の希望もありカバーが決まった。
| 全編曲: 小島実。 |                              |                |
| #                | タイトル                     | 作詞・作曲     |
| 1.               | 「ジターバグ」               | TAKESHI HOSOMI |
| 2.               | 「はじまりの歌」             | 石田ミホコ     |
| 3.               | 「ペダル」                   | 石田ミホコ     |
| 4.               | 「ジターバグ」(Instrumental) | TAKESHI HOSOMI |

## 漫画「ふつうの軽音部」での引用
少年ジャンプ+にて連載中の漫画作品「ふつうの軽音部」第37話にて、主人公らのバンド・はーとぶれいくが初ライブにて演奏した楽曲として登場した。
同作品コミックス5巻発売を記念して、少年ジャンプ＋の公式YouTubeチャンネル「ジャンプラチャンネル」にて、実際の楽曲でライブシーンを再現した公式PVが公開されている。